# Tominian
Tominian is een gemeente (commune) in de regio Ségou in Mali. De gemeente telt 25.000 inwoners (2009).
De gemeente bestaat uit de volgende plaatsen:
- Béna
- Boissoni
- Bolimasso
- Daga
- Dégué
- Dimikuy
- Gnimi
- Hanékuy
- Hasso
- Kagnan
- Kanséné
- Kiribara
- Kondala
- Kossedougou
- Marékuy
- Minso
- Monisso
- Paramadougou
- Parou
- Poroné
- Sadinian
- Safienso
- Sagara
- Sapegou
- Sara
- Séoulasso
- Sialo
- Sokoro
- Sokoura
- Sonina
- Souara
- Tayo
- Tion
- Tominian
- Yarani
- Zounfian